# Audrey Pulvar

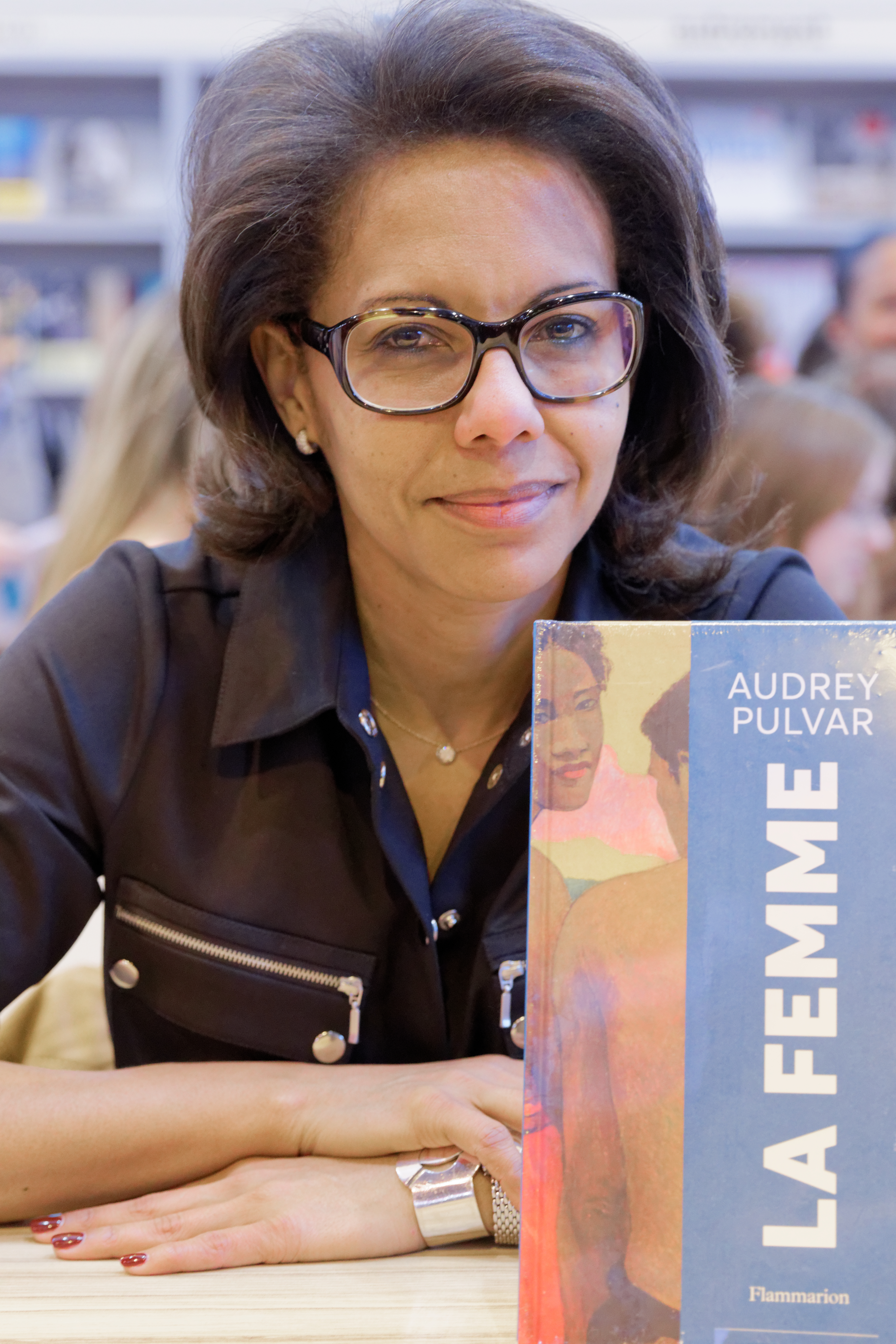
Audrey Pulvar (2017)

Audrey Pulvar (* 21. Februar 1972 in Fort-de-France, Martinique) ist eine französische Rundfunkjournalistin und Politikerin.

## Leben

### Frühe Jahre
Audrey Pulvar wurde am 21. Februar 1972 in Fort-de-France auf der zu Frankreich gehörenden Karibikinsel Martinique geboren. Ihr Vater Marc Pulvar (1936–2008) war Mathematiklehrer und ein bekannter Gewerkschafter auf Martinique. Nach dem Baccalauréat dort zog sie für ihr Studium nach Metropolitan-Frankreich, wo sie zunächst an der Universität Rouen ihr Grundstudium absolvierte und mit einem DEUG in Wirtschaftswissenschaften abschloss; danach wechselte sie in die Landeshauptstadt an die private Journalismusschule École supérieure de journalisme de Paris. Dort schloss sie als Jahrgangsbeste ab.

### Karriere beim Rundfunk
Ihre berufliche Laufbahn als Journalistin begann Audrey Pulvar 1994 in Martinique bei dem dortigen regionalen Vollprogramm-Fernsehsender Antilles Télévision (ATV). Ab 1995 präsentierte sie dort die abendlichen Hauptnachrichten. 1999 wurde sie bei ATV stellvertretende Chefredakteurin. Diese Position hatte sie inne, bis sie 2002 ATV und die Karibik verließ und eine Stelle bei dem frankreichweit sendenden privaten Nachrichtensender LCI mit Sitz in Paris annahm. Zeitgleich dazu arbeitete sie bei dem öffentlichen, weltweit verbreiteten Fernsehsender TV5 Monde.
Nachdem sie als Sommervertretung das national ausgestrahlte spätabendliche Nachrichtenjournal Soir 3 auf dem öffentlich-rechtlichen Fernsehkanal France 3 moderiert hatte und dadurch Aufmerksamkeit gewonnen hatte, wurde sie 2005 Sprecherin für das frankreichweite Hauptnachrichtenjournal des Senders, Le 19/20. Die Tageszeitung Le Monde kommentierte aus diesem Anlass, es sei „das erste Mal, dass ein großer, terrestrisch ausstrahlender Fernsehsender einer farbigen Frau eine wichtige Funktion anvertraut“. Zusätzlich präsentierte Pulvar ab 2006 die monatliche Magazinsendung Parlez-moi d’ailleurs im öffentlich-rechtlichen Parlamentsfernsehen La Chaîne parlementaire (LCP).
2009 wechselte sie von France 3 zum privaten Nachrichten-Fernsehsender i-Télé, wo sie wochentags von 18 bis 20 Uhr wochentags moderierte. Zudem war sie ab September 2010 für den Zeitraum 6 bis 7 Uhr morgens auf dem öffentlich-rechtlichen Radiosender France Inter verantwortlich.
Nachdem die Klatschpresse enthüllt hatte, dass Pulvar und der sozialistische Spitzenpolitiker Arnaud Montebourg ein Paar waren, wurde sie am 24. November 2010 von i-Télé wegen eines möglichen Interessenkonflikts suspendiert; vier Tage zuvor hatte Montebourg seine Kandidatur zu den Vorwahlen der sozialistischen Partei (PS) für die Präsidentschaftswahlen 2012 erklärt. Als Montebourg 2012 einen Ministerposten unter dem neu gewählten Staatspräsidenten François Hollande annahm, wurde ihr auch ihre Sendung auf France Inter entzogen. Am 18. November 2012 erklärte sie der Nachrichtenagentur Agence France-Presse (AFP), sie habe sich von Montebourg getrennt.
Ab 2013 war sie wieder im Radio zu hören, und zwar auf dem Sender RTL, und im Fernsehen moderierte sie erneut auf i-Télé sowie auf dem Privatsender C8 die Sendung Touche pas à mon poste.

### Engagement in der Politik
2017 gab sie die Tätigkeit als Radio- und Fernsehjournalistin auf und wurde politisch tätig, zunächst als Nachfolgerin des Politikers und ehemaligen Journalisten Nicolas Hulot beim Vorsitz der von diesem gegründeten ökologischen Stiftung Fondation Nicolas-Hulot pour la nature et l’homme, nachdem Hulot Regierungsmitglied geworden war.
2020 wurde Audrey Pulvar stellvertretende Bürgermeisterin von Paris unter Anne Hidalgo. Ihr Aufgabenbereich umfasste nachhaltige Ernährung und eine Lebensmittelwirtschaft der kurzen Wege.
Obwohl sie nicht PS-Mitglied war, stellte die Partei sie als Spitzenkandidatin für die Wahlen zum Regionalrat der Île-de-France bei den Regionalwahlen in Frankreich 2021 auf.
Der Wahlkampf verlief für Pulvar schwierig. Im Februar 2021 veröffentlichten drei Frauen aus ihrer Familie einen offenen Brief, in dem sie enthüllten, Audrey Pulvars 2008 verstorbener Vater Marc Pulvar habe sie als Kinder sexuell missbraucht. Pulvar erklärte daraufhin erkennbar aufgewühlt in einem Interview mit France Inter, sie sei seit etwa 20 Jahren über diese Vorwürfe informiert, habe aber schon als Kind Merkwürdigkeiten im Familienleben bemerkt. Sie ergriff deutlich für die Beschuldigerinnen ihres Vaters Partei und bezeichnete diesen als „Monster“. Vorwürfe, sie habe ihren Vater nicht selbst öffentlich beschuldigt oder angezeigt, wies sie zurück; dies sei nicht ihre Aufgabe gewesen. Ende März erregte sie Aufsehen, als sie Verständnis dafür äußerte, dass der Schüler- und Studentenverband UNEF Versammlungen organisiert hatte, bei denen Angehörige der weißen Mehrheitsbevölkerung unerwünscht waren. Pulvar wurde daraufhin landesweit von Politikern aus weiten Teilen des politischen Spektrums hart attackiert und erhielt auch von wichtigen PS-Politikern wie Anne Hidalgo und Olivier Faure keine Rückendeckung. Jean-Luc Mélenchon von der Linkspartei La France insoumise verteidigte sie hingegen. Im Mai 2021 entzog der Bürgermeister von Pantin, Bertrand Kern, ihr seine Unterstützung, was Beobachter als schweren Schlag werteten.
Bei der Wahl errang die von ihr geführte Liste im ersten Durchgang 11,07 % der Stimmen und damit Platz 5. Sie zog als Abgeordnete in den Regionalrat ein. Wegen des mäßigen Wahlergebnisses, vor allem aber wegen ihrer kontroversen Äußerungen im Wahlkampf und unmittelbar nach der Wahl, verschlechterte sich zumindest zeitweise das Verhältnis zu ihrer bisherigen Mentorin Hidalgo, mit deren Unterstützung sie die Führung der Regionalliste erreicht hatte, und zu weiteren Kreisen der sozialistischen Partei. Allerdings blieb Pulvar stellvertretende Bürgermeisterin von Paris.
In Politikerkreisen fanden im Sommer 2021 auch über ihr politisches Lager hinaus ihre Widerstandskraft im Angesicht von Schwierigkeiten und ihr trotz relativ geringer politischer Erfahrung professionelles Verhalten in politischen Debatten Anerkennung.

### Autorin
Pulvar ist auch als Buchautorin tätig. 2003 veröffentlichte sie den Roman L’enfant-bois, später Sachbücher mit Frauen- bzw. Männerbiographien (2014, 2015) und 2016 La femme, ein illustriertes Buch zur Geschichte der Darstellung des weiblichen Körpers in der Malerei.

## Schriften
- L’enfant-bois. Roman. Mercure de France, Paris 2003, ISBN 2-7152-2446-X (Taschenbuchausgabe: Collection Folio, Nr. 4347, Gallimard, Paris, 2006, ISBN 2-07-031845-1).
- Libres comme elles : portraits de femmes singulières. Le Grand livre du mois, Paris 2004, ISBN 978-2-286-12186-0.
- Libres et insoumis : portraits d’hommes singuliers. Éditions de La Martinière, Paris 2015, ISBN 978-2-7324-7469-4.
- La femme. Flammarion, Paris 2016, ISBN 978-2-08-139413-1.